# 宜蘭演藝廳

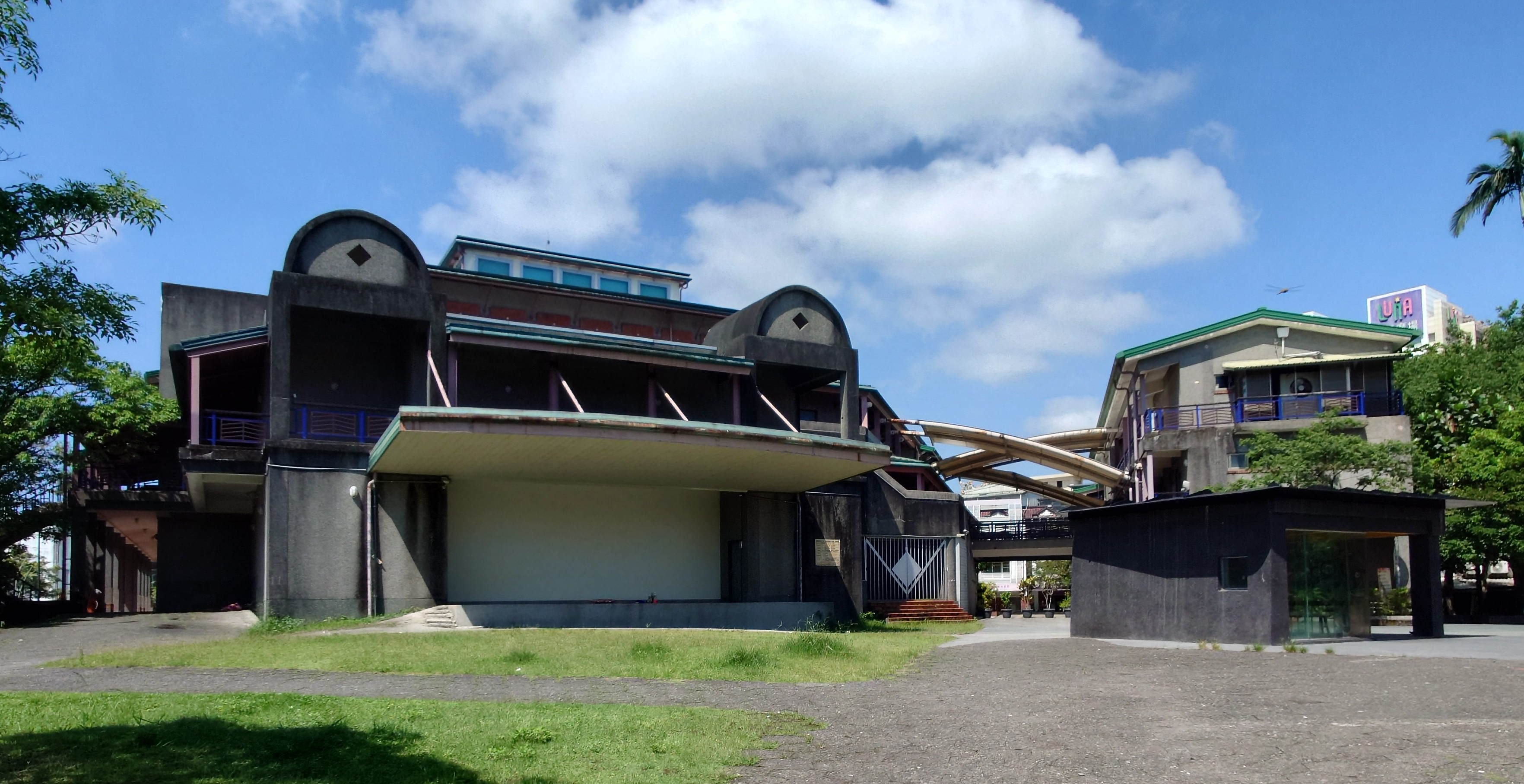
宜蘭演藝廳

宜蘭演藝廳位於宜蘭縣宜蘭市，隸屬宜蘭縣政府文化局。是台灣第一座三面式舞台的劇場。曾獲第20屆建築師雜誌獎。
宜蘭演藝廳平日為三面式舞台，依使用需求可變為鏡框式舞台。凸出於劇場中間的舞台，形同被觀眾席位包圍著，座位是階梯式，由上而下，觀戲者擁有絕佳角度，與舞台上的演員之間，幾乎沒有距離，構成互動良好、親密的觀戲空問，其開放式的舞台形式，在台灣劇場界獨樹一格，象徵著宜蘭縣政府勇於嘗試與創新。由劉可強建築師事務所設計，自1990年開始規劃、設計、施工，歷時8年，耗資3億9500萬元，於1997年12月7日啟用。

## 外部連結
- 宜蘭縣文化中心演藝廳 （页面存档备份，存于）
- 文化部-宜蘭演藝廳